# ابي ايرسيغ
ابي ايرسيغ (بالإنجليزية: Abby Erceg)‏ (20 نوفمبر 1989 في نيوزيلندا - ) هي لاعبة كرة قدم نيوزلندية في مركز الهجوم، شاركت في الألعاب الأولمبية الصيفية 2012 والألعاب الأولمبية الصيفية 2008 والألعاب الأولمبية الصيفية 2016. وشاركت مع منتخب نيوزيلندا الوطني لكرة القدم للنساء ومنتخب نيوزيلندا تحت 20 سنة للسيدات لكرة القدم ‏. أما مع النوادي، فقد لعبت مع إسبانيول وشيكاغو رد ستارز ونادي أديلايد يونايتد ووسترن نيويورك فلاش وAdelaide United FC (women) ‏ وFF USV Jena ‏ وFencibles United ‏ وRCD Espanyol (women) ‏ وThree Kings United ‏ وWestern Springs AFC ‏.

## وصلات خارجية
- ابي ايرسيغ على موقع الاتحاد الدولي (مؤرشف)  (الإنجليزية)
- ابي ايرسيغ على موقع الاتحاد الأوربي (الإنجليزية)
- ابي ايرسيغ على موقع قاعدة بيانات كرة القدم.إي يو (الإنجليزية)
- ابي ايرسيغ على موقع Soccerway.com (الإنجليزية)
- ابي ايرسيغ على موقع اللجنة الأولمبية الدولية (الإنجليزية)
- ابي ايرسيغ على موقع أوليمبيديا (الإنجليزية)
- ابي ايرسيغ على موقع اللجنة الأولمبية النيوزيلندية (الإنجليزية)